# TT142
La tombe thébaine TT 142 est située à Dra Abou el-Naga, dans la nécropole thébaine, sur la rive ouest du Nil, face à Louxor en Égypte.
C'est la sépulture de Simout (Sȝ-Mw.t), datant des règnes de Thoutmôsis III et Amenhotep II de la XVIIIe dynastie.